# José Baudel
 (avril 2012).
Si vous disposez d'ouvrages ou d'articles de référence ou si vous connaissez des sites web de qualité traitant du thème abordé ici, merci de compléter l'article en donnant les références utiles à sa vérifiabilité et en les liant à la section « Notes et références ».
José Baudel né à Luzech, dans le Lot, le 31 mars 1927, et mort dans son village natal le 7 septembre 2005, est un ingénieur agronome qui consacra l’essentiel de sa vie professionnelle au Vin de Cahors.

## Biographie
Il est le cadet d’une famille de 3 enfants. Son père Abel était viticulteur à Luzech. Sa sœur ainée Yvonne devient  professeur de français à Cahors puis à Toulouse. Son frère Roger, l’ainé des garçons, reprend la propriété viticole. José doit trouver un métier en dehors de la propriété malgré son attachement à son village. Il part faire des études d’ingénieur à l’École nationale supérieure agronomique de Montpellier, promotion 1947, dont il sort en 1950. Son premier emploi est contrôleur des bois et plants de vigne dans la région de Carpentras. 
Il se marie en 1952 avec Odette Delnaud, native de Rocamadour. De leur union naîtront 4 enfants. Il part ensuite à Bordeaux où il devient chef de centre de l’Institut des Vins de Consommation Courante (IVCC).
En février de l’hiver 1956, puis en avril et mai du printemps 1957, trois terribles gelées détruisent le vignoble de Cahors. En 1958, la Cave coopérative de Parnac « Côtes d’Olt », fondée en 1947, cherche un nouveau directeur. L’occasion est belle pour revenir au pays et faire œuvre utile : le vignoble est à reconstruire. José Baudel postule et est nommé à ce poste. Il mène dès son arrivée à la Cave des actions qui ont pour but de faire renaître le vin de Cahors.
La première tâche consiste à rechercher le bon support végétal :
- Trouver les bons porte-greffes : recherche et expérimentation de nouveaux porte-greffes inter-américains
- Trouver  les bons cépages : sélection des bons greffons d’Auxerrois, le cépage historique du vin de Cahors, encore appelé Malbec ou Côt, ajout du Merlot comme renfort au degré parfois faible de l’Auxerrois, ajout du Tannat, plus proche de l’Auxerrois et remarqué à Madiran pour la richesse de son vin.

La deuxième tâche consiste à promouvoir le vin commercialement et à le vendre en bouteilles. Ces années de renaissance et d’embellie économique pour les viticulteurs du pays mèneront à la promotion du vin de Cahors en vin d’appellation d’Origine Contrôlée (AOC) le 15 avril 1971.
En 1975, José Baudel publie un livre « Le Vin de Cahors » qui se verra attribuer le prix de l’Office International de la Vigne et du Vin à Athènes, en 1978.
Durant les années 1960 et 70, et parallèlement à ses activités de directeur, il participe activement à la promotion du vin de Cahors via son organe bachique « la Confrérie du Vin de Cahors » qui voit de prestigieux défenseurs prêter serment au vin de Cahors. Il rédige le Message du Vin de Cahors qui est lu aux nouveaux membres.
José Baudel prend sa retraite en 1988, après 30 ans à la direction des Côtes d’Olt.
En 1989, il fonde l’association « Humanisme et devoirs de l’homme » et publie un livre « Pensées humanistes et devoirs de l’homme » qui est un recueil de plusieurs centaines de proverbes du monde entier plein de sagesse et de vérité sur la nature humaine.
En 2000, il publie avec d’autres luzéchois un livre « Luzech au XXe siècle » qui retrace l’évolution de la vie quotidienne dans ce village lotois au cours du siècle dernier.
En février 2001, il est fait Chevalier de l'ordre national du mérite.
Il profitera de sa retraite pour entreprendre de nombreux voyages et découvrir de nombreux pays, avec sa femme et ses amis, tout autour du monde.

## Ouvrages publiés
- Le vin de Cahors, José Baudel, Éditions de la Bouriane - 01/10/1995
- Pensées humanistes et devoirs de l'homme, publié par l'Association Humanisme et devoirs de l'homme
- Luzech au XXe siècle, publié par l'Association " Luzech au XXe siècle "